# Trillinger (film fra 1989)
Trillinger er en film fra 1989 instrueret af Søren Martinsen.

## Handling
En tredelt videoinstallation. De tre dele, film, video og maleri, udtrykker tre aspekter af sig selv og hinanden. Installationens formål er på samme tid at stille spørgsmålstegn ved kunstens originalitetskriterium og fremstå som samlet værk.